# Pseudocercospora broussonetiae
Pseudocercospora broussonetiae är en svampart som först beskrevs av Chupp & Linder, och fick sitt nu gällande namn av Y.L. Guo & X.J. Liu 1989. Pseudocercospora broussonetiae ingår i släktet Pseudocercospora och familjen Mycosphaerellaceae.   Inga underarter finns listade i Catalogue of Life.